# Індіан-Рокс-Біч (Флорида)
Індіан-Рокс-Біч (англ. Indian Rocks Beach) — місто (англ. city) в США, в окрузі Пінеллас штату Флорида. Населення — 3673 особи (2020).

## Географія
Індіан-Рокс-Біч розташований за координатами 27°53′49″ пн. ш. 82°50′37″ зх. д. / 27.89694° пн. ш. 82.84361° зх. д. (27.897003, -82.843571).  За даними Бюро перепису населення США в 2010 році місто мало площу 3,65 км², з яких 2,18 км² — суходіл та 1,47 км² — водойми.

## Демографія
Згідно з переписом 2010 року, у місті мешкало 4113 осіб у 2189 домогосподарствах у складі 1093 родин. Густота населення становила 1126 осіб/км².  Було 3476 помешкань (951/км²).
Расовий склад населення:
| - 96,2 % — білих - 1,0 % — чорних або афроамериканців - 0,7 % — азіатів - 0,2 % — корінних американців |

До двох чи більше рас належало 1,3 %. Частка іспаномовних становила 5,1 % від усіх жителів.
За віковим діапазоном населення розподілялося таким чином: 10,8 % — особи молодші 18 років, 67,7 % — особи у віці 18—64 років, 21,5 % — особи у віці 65 років та старші. Медіана віку мешканця становила 52,0 року. На 100 осіб жіночої статі у місті припадало 99,8 чоловіків;  на 100 жінок у віці від 18 років та старших — 99,5 чоловіків також старших 18 років.
Середній дохід на одне домашнє господарство  становив 91 740 доларів США (медіана — 61 346), а середній дохід на одну сім'ю — 124 087 доларів (медіана — 102 446). Медіана доходів становила 49 102 долари для чоловіків та 51 198 доларів для жінок. За межею бідності перебувало 6,3 % осіб, у тому числі 11,8 % дітей у віці до 18 років та 3,0 % осіб у віці 65 років та старших.
Цивільне працевлаштоване населення становило 2251 особа. Основні галузі зайнятості: освіта, охорона здоров'я та соціальна допомога — 25,8 %, науковці, спеціалісти, менеджери — 15,9 %, мистецтво, розваги та відпочинок — 15,9 %.